# エーリッヒ・ザロモン

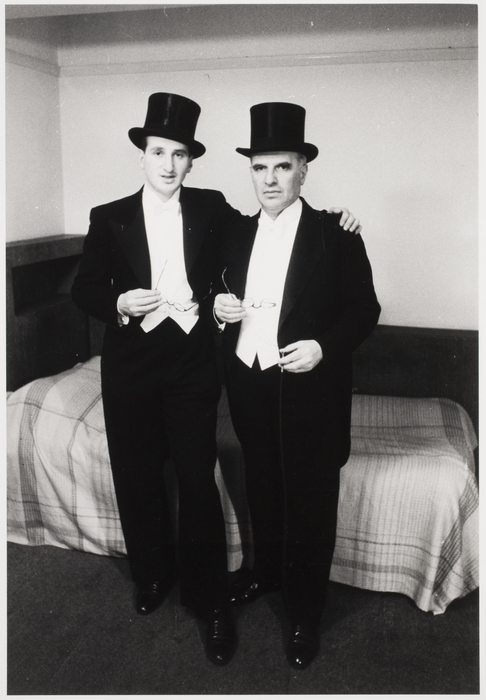
エーリッヒ・ザロモン (1935)

エーリッヒ・ザロモン（Erich Salomon 、1886年 - 1944年7月7日）は、ドイツのフォトジャーナリスト。通信社ウルシュタインの記者。ホロコースト犠牲者である。
エルネマンのエルマノックスカメラを山高帽に隠して会議場や裁判所に持ち込み、特別な照明なしで室内の人々の自然な姿を写真に撮影した。ユダヤ人であったため第二次世界大戦中、ナチに逮捕されアウシュヴィッツ＝ビルケナウ強制収容所にて虐殺された。

## 経歴
ベルリン生まれ。動物学や工学を学んだ後、法学で博士号を取得。第一次世界大戦にドイツ兵として従軍し、マルヌ会戦で捕虜となった。終戦後は株式仲買人やピアノ販売業、タクシー会社などを経て41歳の時にウルシュタインに入社。当初は広告部であったが、瞬く間に同社の看板グラフ誌『ベルリン画報』の写真記者として頭角を現した。
ワイマール共和国の外務大臣であったグスタフ・シュトレーゼマンと親交が深く、シュトレーゼマンの計らいによって当時のヨーロッパ外交の現場の様子をスナップ撮影しグラフ誌に次々に発表。それまで無記名が当然であった写真家個人への注目を集め、フォトジャーナリストの草分けとなった。
フランスの政治家アリスティード・ブリアンは「会議にはまさに3つのものが必要である。数人の外務大臣とテーブルとザロモンである」と賞賛した。
1928年ウルシュタインを退社してフリーのフォトジャーナリストとなった。その後も数多くの国際会議の現場を撮影し続けたが、1933年にナチスが政権を握るとユダヤ系であったため『ベルリン画報』などドイツの雑誌での仕事から事実上閉め出され、ドイツ以外の国のマスコミに写真を提供するようになった。
1935年には英国王立写真協会主催で回顧展が開催され、1937年にもイルフォード・ギャラリーで個展を開催した。
1938年にはオランダに移住。しかしナチス・ドイツが1940年にオランダに侵攻するとオランダでの活動も制限されるようになり、1942年には隠れ家での生活を余儀なくされた。1943年ガスメーターの検針員に発見されて当局に通報され、1944年7月7日にアウシュヴィッツ＝ビルケナウ強制収容所のガス室で殺害された。